# Pumpuang Duangjan
Pumpuang Duangjan ((thai nyelven พุ่มพวง ดวงจันทร์), születési nevén Rampueng Jitharn (thaiul: รำพึง จิตรหาญ) Hankha, 1961. augusztus 4. – Phitszanulok, 1992. június 13.)
thai énekes.

## Diszkográfia
- Nak Rong Baan Nok (นักร้องบ้านนอก)
- Noo Mai Roo (หนูไม่เอา)
- Kho Hai Ruai (ขอให้รวย)
- Som Tam (ส้มตำ)
- Nad Phop Na Ampoer (นัดพบหน้าอำเภอ)
- Take Ka Tan Phook Bo (ตั๊กแตนผูกโบว์)
- Anitja Tinger (อนิจจาทิงเจอร์)
- Aai Saang Neon (อายแสงนีออน)